# Cartes de Jesús a Abgar

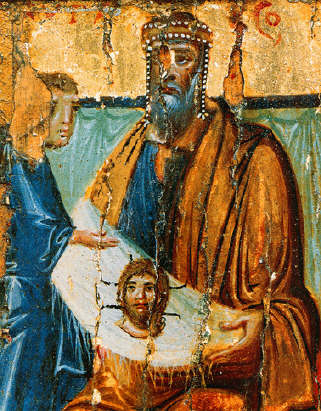
El rei d'Osroene Abgar V d'Edessa amb el mandílion (icona del segle x).

Les Cartes de Jesús a Abgar formen part dels textos apòcrifs del Nou Testament. Es tracta d'una suposada correspondència entre Jesús i el rei Abgar V d'Edessa. Els manuscrits conservats mencionen una carta escrita pel rei Abgar a Jesús i enviada a Jerusalem mitjançant el correu Ananies, la resposta de jesús al rei Abgar pel mateix enviat i un escrit redactat en siríac, unit a les cartes anteriors, i conservat per Eusebi de Cesarea. Aquestes cartes també porten per nom la Doctrina d'Addai.
La tradició suposava que si les facultats taumatúrgiques de Jesús eren il·limitades, la seva fama hauria travessat les fronteres de Palestina. Aquesta tradició recull les seves relacions epistolars amb Abgar, a qui Tàcit anomena "Rex arabum Acgarus", que va ser rei d'Edessa, a Mesopotàmia, de l'any 4 aC. fins al 7 dC, i després des de l'any 13 fins al 50.
La llegenda explica que el rei tenia una malaltia incurable (alguns documents afirmen que era lepra negra) i va escriure una carta a Jesús cap a l'any 30-31, demanant que anés a curar-lo i al mateix temps li oferia protecció contra l'animadversió que els jueus tenien contra ell. Jesús li va contestar per mitjà del mateix emissari que li havia portat la carta (un tal Ananies), on li explicava que li era impossible anar a Edessa perquè havia de realitzar la seva missió divina, però que després de la seva ascensió al cel li enviaria un deixeble per netejar-lo de la seva malaltia i predicar l'evangeli a la ciutat. Ananies, l'emissari, que era pintor, va aprofitar per fer un retrat de Jesús que s'emportà a Edessa, conegut com a Imatge d'Edessa.
Després de l'ascensió de Crist, i per suggeriment de Tomàs, va ser enviat a Edessa un dels setanta deixebles, Tadeu (en siríac Addai), que va complir la promesa que Jesús havia fet per carta.
Aquesta llegenda connectava la presència del cristianisme a Edessa amb l'època dels apòstols. És possible que aquesta tradició s'originés cap al segle iii. Es conserven dues fonts d'aquesta carta, una anomenada Doctrina d'Addai i l'altra inclosa a la Història de l'Església d'Eusebi de Cesarea.
Es conserven nombroses versions d'aquesta carta en siríac, armeni, grec, llatí, àrab, copte i eslau, cosa que demostra la difusió que van tenir aquestes cartes. A inicis de l'Edat Mitjana, aquesta carta va ser utilitzada com un talismà contra les guerres i les malalties. Una versió antiga de les cartes diu al final del text
| « | La teva ciutat serà beneïda i cap enemic se n'apoderarà eternament. | » |

Per això els habitants d'Edessa tenien per costum posar aquesta carta clavada a les portes de la ciutat per a evitar les incursions dels enemics.